# 常德牛肉粉
常德牛肉粉可追溯到清朝光绪帝时期。后由湖南人改进，使其的口味变辣变咸，并加入其它香料等，演变为今天在中国大陆常见的常德牛肉粉。

### 菜肴特色
米粉细而长，食用方便，经济实惠。仅需用开水烫热，加上佐料即可食用。